# Idealismo en política internacional

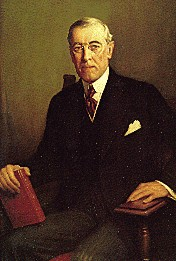
Woodrow Wilson, fundador del idealismo en política internacional.

En relaciones internacionales, el idealismo promueve una diplomacia abierta y multilateral, regulada por el derecho internacional y los organismos internacionales.
Una primera teoría del idealismo en el ámbito internacional fue enunciada por Immanuel Kant en Sobre la paz perpetua.
Pero el gran teórico de esta corriente de pensamiento fue Woodrow Wilson, autor de los llamados Catorce puntos e iniciador de la idea de la Sociedad de Naciones, y quien inmediatamente después del fin de la Primera Guerra Mundial propuso un orden internacional fundado sobre los principios del idealismo y del liberalismo. Irónicamente, Edward Hallett Carr fue quien popularizó la referida denominación idealismo para esta corriente de pensamiento, a pesar de que él mismo defendía la línea realista en política internacional Archivado el 3 de julio de 2010 en Wayback Machine..
En la teoría de las relaciones internacionales, el idealismo se refiere pues a la línea de pensamiento que, en la historia diplomática estadounidense, se desarrolló sobre la base de las ideas de Woodrow Wilson, y tal es así, que esta doctrina también es conocida como Wilsonianismo o Idealismo Wilsoniano.
Lo que pretende el idealismo liberal es establecer las causas profundas que provocan las guerras, para así prescribir las formas de evitar los conflictos, y especialmente los de amplias proporciones.
Corrientemente, el término "idealismo" también se refiere a los idealistas del período entre guerras, como Alfred Zimmern, David Mitrany, James Shotwell, Gilbert Murray, Graham Wallas.
Pero para Donald Markwell, la idea de los liberales clásicos que con el libre intercambio prometen paz, igualmente puede ser vista como una forma de idealismo. 
Según la escuela idealista, la finalidad de la política exterior debe ser el respeto de los valores morales, así como de los derechos del hombre. El objetivo de esta escuela es la obtención de la paz.
Y para eliminar la amenaza de la guerra, se revela necesario aplicar una diplomacia abierta y un desarme general. Los conflictos deben ser resueltos por procedimientos pacíficos, como la negociación.
Esta concepción también es llamada "teoría legalista".
Y después de la Primera Guerra Mundial, ese enfoque condujo a la Sociedad de Naciones (SDN). Y después de la Segunda Guerra Mundial, la teoría realista fue la que prevaleció.

## Presupuestos y doctrina
El final de la Primera Guerra Mundial implicó una revolución paradigmática en el estudio de la política mundial.
Varias perspectivas sobre las relaciones internacionales competían por atención, tales como el marxismo y el nacional-socialismo (fascismo). Pero, la perspectiva conocida como idealismo político liderada por Woodrow Wilson, comenzó a dominar los estudios sobre las relaciones internacionales.
Los idealistas compartían una perspectiva sobre el mundo basada en ciertas creencias:
- Los individuos son buenos por naturaleza, y su interés en el bienestar colectivo estimula el desarrollo económico y social a través de la cooperación posible y las ayudas institucionales y personales.

- La naturaleza anárquica del sistema internacional no es inmutable ni permanente, y puede ser modificada o extinguida con el establecimiento y fortalecimiento de las organizaciones internacionales y el derecho internacional.

- En líneas generales, los Estados democráticos no buscan la expansión militar y territorial. En cambio, generalmente los Estados con instituciones no representativas son dominados por élites autoritarias y agresivas, las que buscan afirmar y aumentar su poder.

- Es necesario garantizar la libertad individual y proteger a las personas de los abusos de poder que podrían cometer gobernantes y jerarcas en nombre de sus instituciones y en nombre del interés general.

- La guerra puede ser evitada. La sociedad internacional debería reorganizarse para reconocer la guerra como un importante problema internacional, y eliminar aquellas instituciones que la promuevan en favor de aquellas que adelanten la paz.

Los programas principales de reformas idealistas consistieron principalmente en tres grupos.
Uno de ellos abogaba por la creación de instituciones internacionales para reemplazar el sistema anárquico de equilibrio de poder que predominaba la época anterior a la Primera Guerra Mundial. Este nuevo sistema estaría basado en el principio de la seguridad colectiva, el cual pretende que un acto de agresión por cualquier Estado sería percibido como agresión hacia todos los Estados. La Sociedad de Naciones encarnó este principio, al reflejar el énfasis idealista en la posibilidad de la cooperación internacional como mecanismo principal para resolver problemas globales.
Un segundo grupo de programas idealistas subrayaba el control legal de la guerra. Se buscaba resolver disputas a través de mecanismos legales, tales como la mediación y el arbitraje. Ejemplos de estos programas fueron la Corte Permanente de Justicia Internacional así como la ratificación del Pacto Kellog-Briand de 1928, el cual prohibía la guerra como instrumento de política nacional.
Un tercer grupo de programas idealistas se concentraba en reducir la inversión armamentista de los Estados, a través de acuerdos de control de armas así como por otros medios.

## Medios para lograr un sistema internacional más cooperativo
- Los Estados democráticos difícilmente entran en conflicto bélico, en la medida que la expansión de ese tipo de administración y de gobierno sea encarada a través de la promoción de procedimientos democráticos y de instituciones democráticas, tanto en los respectivos países como fuera de ellos, todo lo que según el idealismo político provocaría la disminución de las probabilidades de guerra.

- La expansión de los Estados gobernados democráticamente, estimula la creación y sustenta la continuación de organizaciones y leyes internacionales, lo que por su parte, facilita la expansión de la democracia en el ámbito internacional, resultando así un conveniente círculo virtuoso.

- El liberalismo económico crea lazos de amistad y entendimiento entre pueblos y países, a través de la cooperación y el comercio internacional, contribuyendo así a la reducción del poder bélico, y llevando el mismo hasta los límites de la autodefensa. El beneficio mutuo promueve la cooperación entre las partes, especialmente cuando los Estados y los Gobiernos pueden obtener ganancias políticas o económicas simultáneamente a través de más de un agente.

- A pesar de que los intereses de diferentes Estados pueden ser antagónicos y conflictivos en más de un aspecto y en más de una ocasión, cuando esos intereses son negociados por sociedades gobernadas democráticamente, por lo general se tiende a buscar equilibrio y racionalidad, así como acontece con los intereses individuales en los mercados. Cuando se promueven los verdaderos intereses nacionales, con apoyo por ejemplo de una institución como la OMC, y sustentándose en el derecho internacional, es mucho más probable lograr comunicación y entendimiento entre las partes, y lograr así reducir las posibilidades de conflictos y de guerras.

## Los 14 puntos para mantenimiento de la paz de Woodrow Wilson
El discurso del Presidente Wilson del día 8 de enero de 1918 fue uno de los episodios memorables de la Primera Guerra Mundial. En ese día, el presidente estadounidense Thomas Woodrow Wilson presentó una propuesta de catorce puntos principales, sobre lo que debería ser un nuevo orden mundial.
Las interpretaciones de la propuesta de Wilson se corresponden, de cierta forma, a asuntos vinculados con el debate “realismo versus liberalismo”, ya que los primeros consideran a Woodrow Wilson como un idealista, mientras los segundos lo consideran un brillante precursor de un nuevo orden mundial cooperativo.
Nótese que el décimo cuarto punto de las recomendaciones wilsonianas, pedía que las naciones desarrolladas formaran una asociación, con el objetivo de garantizar la integridad territorial y la independencia política de los países. Y esa asociación se concetó, y fue la fracasada Liga de las Naciones, que no obstante, figura hoy como modelo precursor de las Naciones Unidas, y primera experiencia liberal de esa clase.
Y a pesar de que Woodrow Wilson se esforzó por convencer a la población americana de la necesidad de constituir una tal Liga de Naciones, el congreso estadounidense escéptico rechazó su proyecto de paz perpetua, mientras que el propio Wilson se retiraba de la escena política al sufrir problemas de salud.